# Shane Haste
Shane Veryzer (* 24. September 1985 in Perth, Australien) ist ein australischer Wrestler, der unter dem Namen Shane Haste auftritt. Er steht derzeit bei New Japan Pro-Wrestling unter Vertrag. Sein größter Erfolg ist der Erhalt der IWGP Tag Team Championship bei New Japan Pro Wrestling sowie der GHC Tag Team Championship bei Pro Wrestling NOAH.

## Wrestling-Karriere

### Frühe Karriere (2003–2011)
Thorne begann sein Training in Perth in der Dynamite Factory, der Wrestling-Schule von Explosive Pro Wrestling. Sein Debüt-Match fand im Februar 2003, in einem Fatal Four Way Match bei The Uprising statt. Seitdem ist er einer der besten australischen Wrestler geworden und wurde zweimal EPW-Schwergewichts-Champion und EPW-Tag-Team-Champion. Nachdem er auf dem gesamten australischen Kontinent gearbeitet hatte, zog er nach Kalifornien und begann, für einige der größten unabhängigen Wrestling-Promotionen in den USA zu arbeiten, wie Ring of Honor, Pro Wrestling Guerilla, Ohio Valley Wrestling und World League Wrestling.

### Pro Wrestling Noah (2011–2016)
Am 23. Februar 2011 gab Haste sein Debüt in Pro Wrestling Noah, als er ein Match gegen seinen Teamkollegen Mikey Nicholls hatte. Einen Monat nach dem Match begannen beide Männer Vollzeit, mit der japanischen Liga zu arbeiten. Am 7. Juli 2013 gewannen Haste und Nicholls die GHC Tag Team Championship, nachdem sie Toru Yano und Takashi Iizuka besiegt hatten. Sie verloren die Titel an Maybach Taniguchi und Takeshi Morishima am 25. Januar 2014. Die Titel konnten sie jedoch am 10. Januar 2015 zurückgewinnen. Diese Titel verloren sie jedoch bereits wieder am 11. Februar 2015. Ihr letztes Match für Noah, fand am 10. März 2016 statt. Hier besiegten sie Naomichi Marufuji und Mitsuhiro Kitamiya.

### New Japan Pro Wrestling (2014–2016)
Am 20. Dezember 2014 debütierten Haste und Nicholls für New Japan Pro-Wrestling, als sie zusammen mit Naomichi Marufuji am 4. Januar 2015 beim Wrestle Kingdom 9, im Tokyo Dome als Tag-Team-Partner von Toru Yano ernannt wurden. Bei der Veranstaltung besiegten sie Suzuki-gun in Form von Davey Boy Smith Jr., Lance Archer, Shelton X Benjamin und Takashi Iizuka in einem Eight Man Tag Team Match.

### WWE (2015–2021)
Im Juni 2015 nahmen Haste und Nicholls an einem WWE-Tryout teil. Im Februar 2016 wurde berichtet, dass Haste und Nicholls nach ihrer Noah-Abschiedstour, der Marke NXT von WWE beitreten werden.
Am 25. März 2016 bestätigte WWE die Vertragsunterzeichnung von Haste und seinem Tag-Team-Partner Mikey Nicholls. Sie begannen im April mit der Ausbildung im WWE Performance Center. Während der NXT-Aufnahmen vom 19. Mai 2016 wurden Haste und Nicholls, in Shane Thorne bzw. Nick Miller umbenannt, während TMDK in TM-61 umbenannt wurde. Sie debütierten in der Folge vom 25. Mai 2016 und verloren gegen Johnny Gargano und Tommaso Ciampa. Am 19. November verlor TM-61 bei NXT TakeOver: Toronto, im Finale des Dusty Rhodes Tag Team Classic gegen The Authors of Pain. Thorne wurde dann am Knie operiert, weshalb er neun Monate verletzungsbedingt ausfiel. Er kehrte am 14. September 2017 zurück. TM-61 kehrte am 31. Januar 2018 zum NXT-Fernsehen zurück, um sich den Ealy Brothers zu stellen. TM-61 trat dann in das Dusty Rhodes Tag Team Classic 2018 ein und wurde, in der ersten Runde von The Authors of Pain eliminiert. Am 14. Dezember wurde Miller, aus seinem WWE-Vertrag entlassen und man löste das Team auf.
Am 22. Januar 2019 gab WWE bekannt, dass Thorne Otis Dozovic beim Worlds Collide-Turnier ersetzen wird. Am 26. Januar 2019 wurde Thorne, in der ersten Runde von Adam Cole eliminiert. Später im Jahr kehrte Thorne ins Fernsehen zurück und beschwerte sich darüber, dass er nicht am NXT Breakout-Turnier teilnahm. Dies führte dazu, dass er eine Fehde mit den Teilnehmern begann, die Joaquin Wilde und Bronson Reed besiegten. In der NXT Ausgabe vom 11. September, hatte Thorne eine Konfrontation mit Johnny Gargano, der über seine NXT-Zukunft sprach. Dies führte zu einem Match zwischen den beiden, in dem Thorne besiegt wurde.
Im März 2020 trat Thorne, neben seinem ehemaligen TMDK-Kollegen Brendan Vink bei Raw auf, wo sie gegen Teams wie Street Profits Angelo Dawkins und Montez Ford und Cedric Alexander und Ricochet verloren. In der Folge von Raw vom 27. April 2020, wurden Thorne und Vink die neuesten Anhänger von MVP. In der Folge vom 4. Mai 2020 besiegten Thorne und Vink Alexander und Ricochet und holten sich ihren ersten Sieg.
Am 21. September 2020, wurde er als Teil des Stables Retribution bekannt gegeben und erhielt den Ringnamen Slapjack. Sie begannen hiernach eine Fehde mit The Hurt Business bestehend aus Bobby Lashley, MVP, Shelton Benjamin und Cedric Alexander. Diese Fehde konnten sie jedoch nicht gewinnen. Am 21. März 2021 wurde das Stable getrennt, nachdem sie ihren Anführer Mustafa Ali abfertigten. Am 18. November 2021 wurde er von WWE entlassen.

## Titel und Auszeichnungen
- Explosive Pro Wrestling
  - EPW Heavyweight Championship (1×)
  - EPW Tag Team Championship (2×) mit Alex Kingston und Mikey Nicholls
  - ANZAC Day Cup (2009)
  - Invitational Trophy (2007)
  - Match of the Year (2009)
  - Most Improved Wrestler (2006)
  - Rookie of the Year (2003)
  - Wrestler of the Year (2007 und 2008)

- New Japan Pro-Wrestling
  - IWGP Tag Team Championship (1×) mit Mikey Nicholls
  - STRONG Tag Team Championship (2×) mit Mikey Nicholls

- Pro Wrestling NOAH
  - GHC Tag Team Championship (2×) mit Mikey Nicholls
  - Global Tag League Fighting Spirit Award (2015) mit Mikey Nicholls

- Ring of Honor
  - Rise and Prove Tournament (2012) mit Mikey Nicholls

- Tokyo Sports
  - Best Tag Team Award (2013) mit Mikey Nicholls

- Westside Pro Wrestling
  - International Impact Award (2011 co-winner, 2012)
  - Tag Team of the Year (2009) mit Alex Kingston
  - Tag Team of the Year (2010) mit Mikey Nicholls
  - The Grand Slam Club (2011)

- Pro Wrestling Illustrated
  - Nummer 147 der Top 500 Wrestler in der PWI 500 in 2016